# Анри Дьовил
Анри Дьовил (на френски: Henri Sainte-Claire Deville) е френски физикохимик.

## Биография
Роден е на 11 март 1818 година в Сейнт Томас, Американски Вирджински острови. През 1843 г. завършва Парижкия университет, като получава степен доктор по медицина, и няколко години се занимава с научни изследвания в собствена лаборатория. От 1845 до 1850 г. е професор по химия и декан на Факултета по естествени науки на университета в Безансон. През 1851 г. става професор по химия в Екол нормал в Париж и от 1870 до 1880 г. чете лекции в Сорбоната.
Анри Дьовил получава широка известност със създадения от него промишлен метод за получаване на алуминий. За 36 години при използването на този метод са получени 200 тона алуминий.
През 1855 до 1859 г., заедно с друг химик, разработва метод за пречистване на платина.
През 1872 г., по поръчение на Международното бюро за мерки и теглилки, подготвя сплав от платина и 10% иридий, от която са изработени международните еталони за метър и килограм. Заедно с Фридрих Вьолер открива кристалните бор и силиций.
През 1856 г. става член кореспондент на Академията на науките на Гьотинген, през 1863 г. на Пруската академия на науките и през 1869 г. на Руската академия на науките.
Умира на 1 юли 1881 година в Булон Биянкур, Франция, на 63-годишна възраст.